# ریمن (بازی ویدئویی)
ریمن (به انگلیسی: Rayman) یک بازی ویدیویی به سبک پلت فرم است که توسط یوبی سافت تولید و منتشر شده‌است. این بازی به عنوان اولین قسمت از مجموعه ریمن است که، قهرمانی که باید دنیای رنگارنگ خود را از شر آقای «تاریک (به انگلیسی:DARK)» نجات دهد. این بازی در قالب‌های مختلف دیگری از جمله نسخه‌های گیم بوی ادونس، شبکه پلی استیشن، DSiWare و دستگاه‌های آی او اس و اندروید منتشر شده‌است.
نسخه‌های موبایل ریمن در ژوئیه ۲۰۱۸ از فروشگاه‌های دیجیتال حذف شد. در تاریخ ۲۹ اکتبر ۲۰۱۸، سونی فاش کرد که این بازی یکی از ۲۰ بازی است که از قبل در پلی استیشن کلاسیک بارگیری شده‌است و در ۳ دسامبر ۲۰۱۸ منتشر شد.

## انتشار
این بازی طی دو سال ۹۰۰۰۰ نسخه فروش کرد. این بازی همچنین با فروش حدود ۵ میلیون نسخه با غلبه بر مهاجر مقبره ۲ و گرن توریسمو، پرفروش‌ترین بازی پلی استیشن در تمام دوران انگلیس است.

## نگارخانه

نمونه ای از گیم پلی بازی در ریمن. Band Land دومین از شش دنیای بازی است.

ریمن قبل از انتقال به آتاری جگوار برای SNES در حال توسعه بود.